# Fastraad I van Oisy
Fastraad I van Oisy (ca. 1040 - 8 juni 1092), ook Fastred, was een zoon van Hugo van Oisy en Adelheid van Kamerijk. Hij was voogd van Doornik. Door zijn huwelijk met Ida (ca. 1050 - na 1111), een dochter van Wederik van Avesnes, werd hij ook heer van Avesnes. Fastraad I was de vader van:
- Gozewijn
- Fastraad II

Fastraad was zoon van Hugo I van Oisy (ca. 1010 - na 1048) en Adela van Cambrai. Bekende voorouders van Adela zijn:
- (1) Walter II van Cambrai (ca. 990 - 1041)
  - (2) Walter I van Cambrai 
    - (3) Aernout van Cambrai, eerst graaf en daarna bisschop van Cambrai, en Bertha van de Betuwe 
      - (4) Isaac van Valanciennes (ca. 900 - voor 934) en Bertha van Cambrai (voor 897 - ca. 930)
        - (5) Rudolf van Cambrai (ca. 870 - 17 juni 896) en Aleida van Amiens (ca. 880 - na 909). Rudolf verwierf Saint-Quentin (Aisne) en Péronne (Somme) toen die bezittingen werden ontnomen aan Herbert I van Vermandois als straf voor zijn steun aan de opstandige, toen die partij koos voor Odo I van Frankrijk. Kort daarna werd hij door Herbert gedood.
          - (6) Boudewijn I van Vlaanderen en Judith van West-Francië

      - (4) Neveling van de Betuwe (ca. 910 - voor 953) en een onbekende dochter van Reinier II van Henegouwen
        - (5) Richfrid van de Betuwe en Herensinda